# Giacomo Calabria
Giacomo Calabria (Marigliano, 23 maggio 1841 – Roma, 12 maggio 1926) è stato un magistrato e politico italiano.

## Biografia
Entrato in magistratura nel 1864 è stato sostituto procuratore a Lanciano, Sulmona, Cagliari, Cassino, Santa Maria Capua Vetere e Napoli, procuratore ad Avezzano, presidente dei tribunali di Isernia e Campobasso, consigliere di corte d'appello a Potenza, Napoli, Roma, Napoli, procuratore generale presso la corte d'appello di Napoli e la corte di cassazione di Firenze.